# Droits LGBT en Biélorussie
L'homosexualité est légale en Biélorussie mais les droits des personnes LGBT (Lesbiennes, Gaies, Bisexuelles et transgenres) restent très limités. 

## Loi dépénalisant l'homosexualité

Localisation de la Biélorussie.

La Biélorussie a décriminalisé l'homosexualité en 1994. 
Les homosexuels sont bannis du service militaire.

## Reconnaissance des couples LGBT
Il n'y a pas de reconnaissance légale des couples LGBT. 

## Lois contre la discrimination
Il n'existe pas de loi contre la discrimination en raison de son orientation sexuelle. 

## Conditions de vie
L'homosexualité reste taboue. 

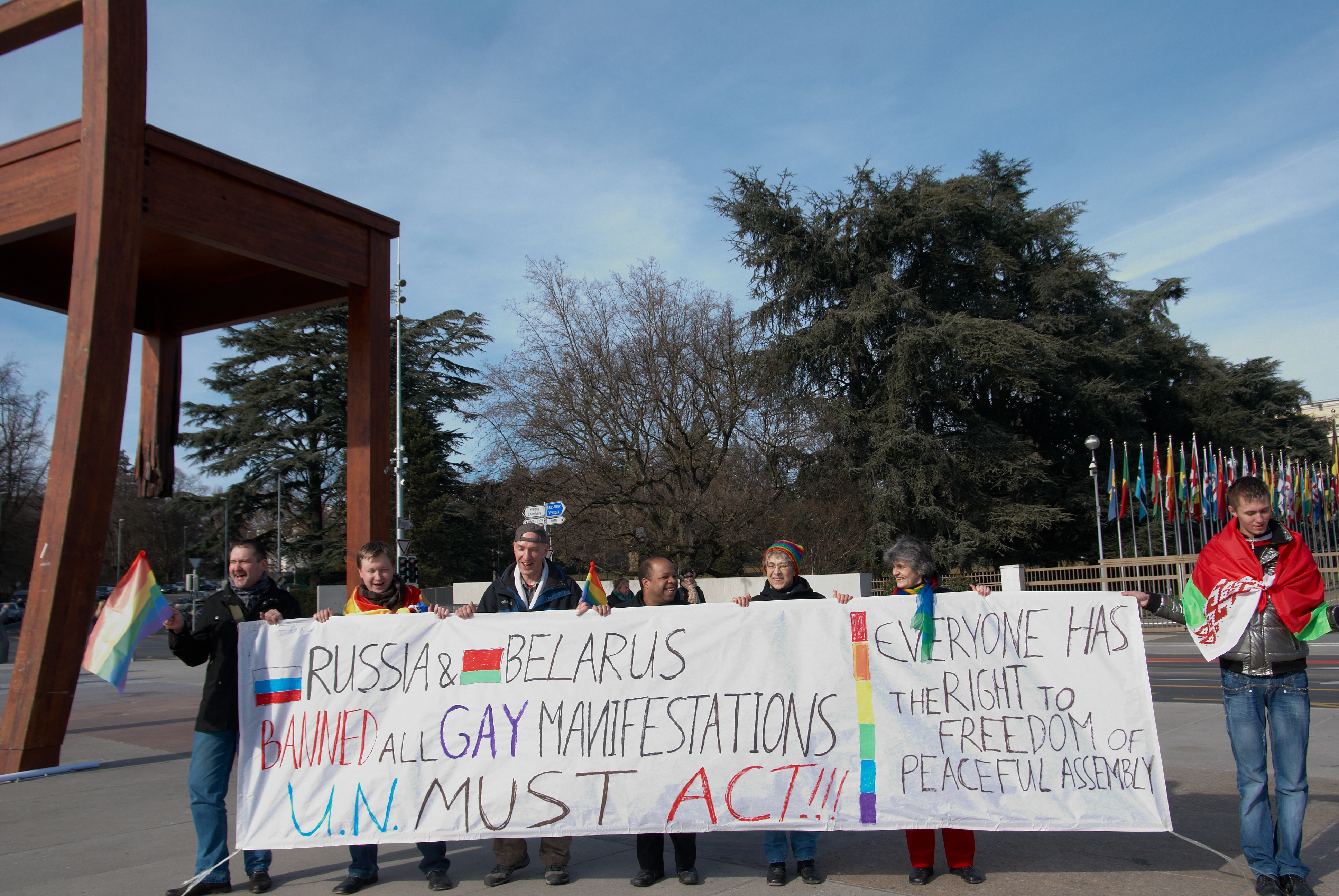
Photo d'une manifestation pour les droits LGBT organisée à Genève, en Suisse, le 16 février 2009, devant les Nations Unies.

En mai 2010, une dizaine de personnes tente d'organiser une « gay pride slave », interdite par les autorités. Au cours de la manifestation, la police procède à des arrestations et les activistes ont été condamnés à des amendes. 
La première manifestation de revendication homosexuelle autorisée eut lieu le jour de la Saint-Valentin de l'année 2011. Contrôlée par sept policiers en civil, elle a réuni une dizaine de manifestants de l'Idaho (Journée mondiale de lutte contre l'homophobie). 
Quelques jours plus tard, le président Alexandre Loukachenko déclara ne pas aimer « les pédés » et affirma avoir dit « les yeux dans les yeux » à Guido Westerwelle, ministre allemand des Affaires étrangères ouvertement homosexuel, qu'il lui fallait « mener une vie normale ».
En 2013, une série de raids policiers ciblent des militants gays, dont Sergueï Androsenko président de l'association GayBelarus.

## Loi contre la «propagande LGBT»
Tout comme la Russie en 2013 avec la loi fédérale no 135-ФЗ, le procureur général Andreï Schwed (be) annonce en février 2024 que le gouvernement travaille sur une loi visant à punir la « promotion des relations non traditionnelles ». Le ministre de la Culture classifie les représentations de relations non hétérosexuelles comme pornographiques.
32 personnes militant pour les droits LGBT sont arrêtées et battues à la fin de l'année 2024.